# Ла-Саль-де-Віє
Ла-Саль-де-Віє́ (фр. La Salle-de-Vihiers) — колишній муніципалітет у Франції, у регіоні Пеї-де-ла-Луар, департамент Мен і Луара. Населення — 1051 осіб (2011).
Муніципалітет був розташований на відстані близько 300 км на південний захід від Парижа, 70 км на схід від Нанта, 36 км на південь від Анже.

## Історія
15 грудня 2015 року Ла-Саль-де-Віє, Шанзо, Ла-Шапель-Русслен, Шеміє-Меле, Коссе-д'Анжу, Валанжу, Ла-Жумельєр, Неві-ан-Мож, Сент-Кристін, Сен-Жорж-де-Гард, Сен-Лезен i Ла-Турландрі було об'єднано в новий муніципалітет Шеміє-ан-Анжу.

## Демографія
Динаміка населення (INSEE ):
Розподіл населення за віком та статтю (2006):
| Стать | Всього | До 15 років | 15-24 | 25-44 | 45-64 | 65-85 | Понад 85 |
| --- | ------ | ----------- | ----- | ----- | ----- | ----- | -------- |
| Чоловіки | 433    | 105         | 47    | 159   | 66    | 44    | 12       |
| Жінки | 626    | 101         | 54    | 156   | 80    | 145   | 90       |
| \| Статево-вікова піраміда \| Статево-вікова піраміда \| Статево-вікова піраміда \| \| ----------------------- \| ----------------------- \| ----------------------- \| \| Чоловіки \| Вік \| Жінки \| \| 12 \| 85 + \| 90 \| \| 24 \| 80-84 \| 55 \| \| 4 \| 75-79 \| 41 \| \| 8 \| 70-74 \| 25 \| \| 8 \| 65-69 \| 24 \| \| 8 \| 60-64 \| 26 \| \| 12 \| 55-59 \| 19 \| \| 23 \| 50-54 \| 12 \| \| 23 \| 45-49 \| 23 \| \| 43 \| 40-44 \| 47 \| \| 54 \| 35-39 \| 31 \| \| 31 \| 30-34 \| 35 \| \| 31 \| 25-29 \| 43 \| \| 16 \| 20-24 \| 23 \| \| 31 \| 15-20 \| 31 \| \| 31 \| 10-14 \| 16 \| \| 31 \| 5-9 \| 50 \| \| 43 \| 0-4 \| 35 \| |        |             |       |       |       |       |          |
| Статево-вікова піраміда |        |             |       |       |       |       |          |
| Чоловіки | Вік    | Жінки       |       |       |       |       |          |
| 12 | 85 +   | 90          |       |       |       |       |          |
| 24 | 80-84  | 55          |       |       |       |       |          |
| 4 | 75-79  | 41          |       |       |       |       |          |
| 8 | 70-74  | 25          |       |       |       |       |          |
| 8 | 65-69  | 24          |       |       |       |       |          |
| 8 | 60-64  | 26          |       |       |       |       |          |
| 12 | 55-59  | 19          |       |       |       |       |          |
| 23 | 50-54  | 12          |       |       |       |       |          |
| 23 | 45-49  | 23          |       |       |       |       |          |
| 43 | 40-44  | 47          |       |       |       |       |          |
| 54 | 35-39  | 31          |       |       |       |       |          |
| 31 | 30-34  | 35          |       |       |       |       |          |
| 31 | 25-29  | 43          |       |       |       |       |          |
| 16 | 20-24  | 23          |       |       |       |       |          |
| 31 | 15-20  | 31          |       |       |       |       |          |
| 31 | 10-14  | 16          |       |       |       |       |          |
| 31 | 5-9    | 50          |       |       |       |       |          |
| 43 | 0-4    | 35          |       |       |       |       |          |

## Економіка
2010 року серед 514 осіб працездатного віку (15—64 років) 420 були активними, 94 — неактивними (показник активності 81,7%, у 1999 році було 76,2%). З 420 активних мешканців працювали 394 особи (215 чоловіків та 179 жінок), безробітними було 26 (11 чоловіків та 15 жінок). Серед 94 неактивних 36 осіб було учнями чи студентами, 40 — пенсіонерами, 18 були неактивними з інших причин.

У 2010 році в муніципалітеті числилось 317 оподаткованих домогосподарств, у яких проживали 852,5 особи, медіана доходів виносила 15 481 євро на одного особоспоживача